# Phyllonorycter caspica
Phyllonorycter caspica là một loài bướm đêm thuộc họ Gracillariidae. Nó được tìm thấy ở Azerbaijan.